# Либидо (язык)
Либидо, также мареко, — кушитский язык, распространённый в Области народностей южной Эфиопии. Язык тесно связан с языком хадия, некоторыми специалистами даже считается его диалектом. Базовый порядок слов — SOV (субъект-объект-глагол).

## Современное положение

### Ареал и численность
Либидо распространён в округе Мареко зоны Гураге, а также в зонах Хадия и Кэмбата-Тембаро Области народностей южной Эфиопии, к юго-востоку от города Бутаджира.
По переписи населения 2007 года, число носителей языка составляет 64 000 человек.